# Sporthalle Eynatten
 (avril 2025).
Le Sporthalle Eynatten est un hall omnisports situé à Raeren dans l'ancienne commune d'Eynatten, dans la province de Liège, où évolue le HC Eynatten-Raeren club de première division national en homme et de deuxième division national en dame.

## Liste des équipes sportives
- Handball:HC Eynatten-Raeren